# Plaza de toros César Rincón
La Plaza de toros César Rincón, actualmente Plaza de Todos Arena Mancipe es una plaza de toros situada en Duitama en el departamento de Boyacá, en Colombia.

## Descripción
Situada en La Villa Olímpica de Duitama. Cuenta con un ruedo de 39 metros de diámetro y capacidad para 6.500 espectadores en las gradas. Es obra de los arquitectos German Espinosa y Cesar Gómez. En 2003 se acometieron obras de reforma. En su exterior se encuentra una escultura del torero César Rincón que data de 2005.

## Historia
Inaugurada en 1993 con corrida inaugural por parte los toreros César Rincón, Jairo Antonio y Manolo Sánchez con toros de César Caicedo. En la plaza se celebraba la feria taurina de la Feria de Duitama e inicialmente fue administrada por la alcaldía municipal. En 2002 su popularidad fue impulsada por la Asociación de Amigos de la Plaza de Toros César Rincón de Duitama (Duitaurina) situando sus festejos a la altura de los de las ferias de Cali, Manizales, Bogotá y Medellín. Entre las faenas memorables en la plaza señalar el mano a mano entre César Rincón y Manuel Caballero de 12 de enero de 2004 con toros de Las Ventas del Espíritu Santo. Señalar además las intervenciones del trompetista maestro Francisco Mancipe durante las corridas en el pasodoble Virgen de la Macarena, pieza musical taurina.
En julio de 2022 entró en vigor la prohibición de celebrar corridas de toros en la plaza, pasando a tener exclusivamente uso cultural y deportivo, para lo que se celebró el evento Semana Internacional de la Cultura Bolivariana y países hermanos, cambiando el nombre a Plaza de Todos Arena Mancipe. También se recordó a las víctimas del derrumbe de la precaria plaza de toros temporal de El Espinal (Tolima).